# Château de Fargues (Vitrac)
Pour les articles homonymes, voir Château de Fargues.
Le château de Fargues est un château situé à Vitrac dans le Cantal.

## Descriptions
Il s'agit d'un château féodal qui a été englobé dans un château moderne.
En effet, en 1741, Joseph Méallet de Fargues, évêque de Saint-Claude, a rebâti le château et remplacé les donjons à mâchicoulis féodaux par des constructions confortables du genre Louis XV. Il a dû subir aussi les dégradations de la Révolution de 1789, puis les aménagements pas toujours très heureux de la Restauration.
Le parc, du début du XIXe siècle, a été composé par L.-L. Le Breton, architecte paysagiste. Par sa situation à mi-coteau, il domine la vallée du et offre une vue qui s'étend jusqu'aux rives du Lot vers Decazeville.

## Historique

### Famille de Méallet
Un fort de ce nom est attesté 1298, époque où un Raymond de Méallet qui en était seigneur avait un différend avec le seigneur suzerain Hugues de Castelnau.
- Arnal de Meallet, coseigneur de Méallet pour lequel il rend hommage en 1353 à Jean de Castelnau, baron de Caumont, ainsi que de Fargues dont il rend hommage en 1366 à Jean Ier, duc de Berry;
- Pierre de Méallet, fils d'Aymeric, seigneur de Fargues, épouse en 1461 Marguerite de Durban, fille de Pierre et d'Aigline de Naucaze, qui lui apporte Roumégoux en dot. Ils ont sept enfants, dont :
- Louis de Méallet de Fargues, seigneur de Fargues, de Roumégoux, de Pers, de Glénat, capitaine du château de Saint-Santin, épouse Antoinette de Durfort, fille d'Antoine, baron de Boissières en Quercy, et de Jeanne de Luzech;

La famille de Méallet continue ainsi à vivre à Fargues pendant quelques siècles.
- Joseph Méallet de Fargues (1708-1785), chanoine-comte de Lyon, vicaire général de l'archevêque de Lyon, puis premier évêque de Saint-Claude;
- Jean-Joseph Méallet de Fargues (Saint-Illide 1777 - 1818), lieutenant dans le régiment de Fargues, maire et président des administrations des hôpitaux de Lyon, député du Rhône, épouse en 1801 à Munich en Allemagne Antoinette Balland d'Arnas qui lui donne trois filles:
  - Jeanne-Joséphine (1801), sans alliance;
  - Victoire-Joachime-Emma (1802 - 1845), mariée en 1822 à Aymon de Virieu;
  - Olympe de Méallet de Fargues (1804), héritière du château de Fargues.

### Famille de Miramon-Fargues
- Olympe de Méallet de Fargues (1804), orpheline de père et de mère, épouse en 1826 à Lyon Guillaume-Louis de Cassagnes de Beaufort de Miramon (Paulhac 1797 - Paris 1867), officier d'ordonnance du général de Bourmont pendant la Guerre d'Espagne, puis industriel à Lyon. Le ménage s'installe d'abord au château d'Arnas, au Nord de Lyon, qu'ils font entièrement reconstruire, puis à Fargues où il entreprit aussi d'importants travaux de modernisation. Ils ont six enfants:
  - Sidonie Julie de Miramon (1827-1912),
  - Anatole de Cassagnes de Beaufort de Miramon (1828-1912), dit le Marquis de Miramon-Fargues, député de la Haute-Loire, qui rachète le château de Pesteils à Polminhac, et qui fait la souche des Miramon-Pesteils;
  - Emmanuel de Miramon-Fargues (1838 - 1905), propriétaire de Fargues, maire de Vitrac, conseiller général du Cantal. Il épouse en 1864 Marie Roullet de la Bouillerie (1842 - 1927), qui lui donne trois fils et une fille.
  - Marie Alice de Miarmon mariée à Joseph de Moré de Pontgibaud (1823 - 1859), fils d'Armad-Victoire de Pontgibaud (1790 - 1855), pair de France, et de Catherine de Larochelambert (1797 - 1873);
  - Marie-Philomène de Miaramon.
- Bernard de Miramon-Fargues (1865 - 1908), fils d'Emmanuel, historien, auteur d'un guide touristique et archéologique sur Vic-sur-Cère et ses environs. Il vivait à Fargues avec sa femme Édith Michet de Varine-Bohan (1874 - 1961) et leur fille Odette de Beaufort-de Miramon-Fargues.